# Farsa infantil de la cabeza del dragón
Farsa infantil de la cabeza del dragón es una obra de teatro infantil en dos actos, divididos en seis cuadros, de Ramón María del Valle-Inclán, estrenada en 1909 y publicada en 1914. En 1926 se reeditó dentro de la trilogía Tablado de marionetas para educación de príncipes.

## Argumento
El príncipe Verdemar, con la ayuda de un duende, se bate y vence al dragón que tenía apresada a la infanta del rey Micomicón. Custodia la lengua del monstruo para dar prueba de su proeza y consigue por fin el premio deseado: la mano de la joven.

## Representaciones destacadas
Fue estrenada el 5 de marzo de 1909 en el Teatro de los Niños.
En el Teatro de la Comedia. de Madrid, en la denominada Empresa del Teatro de los Niños, creada por Jacinto Benavente, el 5 de marzo de 1910 e interpretada por la compañía de Matilde Moreno.
Lamote de Grignon puso música a la pieza, convirtiéndola en ópera, estrenada en 1960 el Gran Teatro del Liceo de Barcelona.
Vuelve a representarse en el Teatro María Guerrero de Madrid en 1962, encabezando el reparto María José Alfonso, Manuel Andrés, José Caride y Jaime Blanch, José Segura, Luis Morris, Carlos Ballesteros, dirigidos por Ángel F. Montesinos.
En 1999 Marta Belaustegui protagonizó una nueva puesta en escena junto a Emilio Lorente y Miguel del Amo.
En 2022 el Centro Dramático Nacional, estrena una nueva versión dirigida por Lucía Miranda en el Teatro María Guerrero.